# باتريك أوسيمس
باتريك أوسيمس (6 فبراير 1965 في بلجيكا - ) هو مدرب كرة قدم ولاعب كرة قدم بلجيكي في مركز الدفاع. لعب مع ستاندارد لييج ونادي تروا ونادي غينت ونادي سي إس فيزيه وR.F.C. Seraing (1904) ‏.